# 当伯努瓦
当伯努瓦（法語：Dambenois，法語發音：[dɑ̃b(ə)nwa]）是法国杜省的一个市镇，属于蒙贝利亚尔区。

## 地理
当伯努瓦（47°32'39"N, 6°52'4"E）面积3.28 平方千米，位于法国勃艮第-弗朗什-孔泰大區杜省，该省份为法国东部内陆省份，北起上索恩省，西接汝拉省，东部及东南部与瑞士接壤，东北部与贝尔福地区省接壤。
与当伯努瓦接壤的市镇（或旧市镇、城区）包括：特雷沃南、诺迈、布罗涅、布罗尼亚尔。

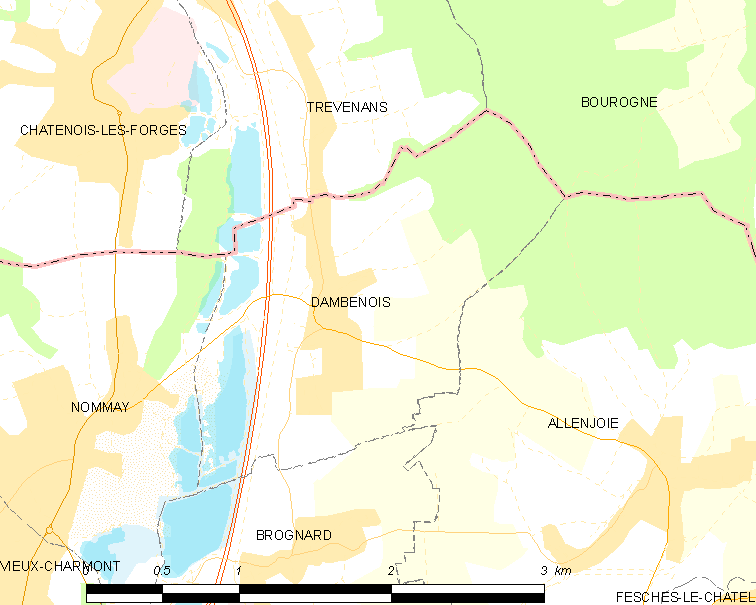
当伯努瓦的OSM定位图

当伯努瓦的时区为UTC+01:00、UTC+02:00（夏令时）。

## 行政
当伯努瓦的邮政编码为25600，INSEE市镇编码为25188。

## 政治
当伯努瓦所属的省级选区为伯通库尔县。

## 人口

1962-2008年间当伯努瓦人口变化图示

当伯努瓦于2022年1月1日时的人口数量为727人。